# Шимборский, Здзислав
Здзислав Шимборский (пол. Zdzisław Szymborski) — польский актёр театра, кино и телевидения.

## Биография
Он родился 4 сентября 1932 года в Радзымине. Актёрское образование получил в Государственной высшей театральной школе в Варшаве, который окончил в 1957 году. Дебютировал на сцене в 1951 г. Актёр театров в Варшаве и Лодзи. Выступал в спектаклях «театра телевидения» с 1959 г. 

## Избранная фильмография
- 1960 — Год первый / Rok pierwszy
- 1963 — Далека дорога / Daleka jest droga
- 1963 — Пассажирка / Pasażerka
- 1964 — Неизвестный / Nieznany
- 1964 — Первый день свободы / Pierwszy dzień wolności
- 1973 — Большая любовь Бальзака / Wielka miłość Balzaka (только в 4-й серии)
- 1976 — Брюнет вечерней порой / Brunet wieczorową porą
- 1976 — Прокажённая / Trędowata
- 1976 — Человек из мрамора / Człowiek z marmuru
- 1976 — Красные шипы / Czerwone ciernie
- 1976 — Беспредельные луга / Bezkresne łąki
- 1976 — Доложи, 07  07 zgłoś się (в 3-й и 4-й серии)
- 1977 — Смерть президента / Śmierć prezydenta
- 1977 — Дело Горгоновой / Sprawa Gorgonowej
- 1977 — Польские пути / Polskie drogi (только в 9-й серии)
- 1977 — Сорокалетний / 40-latek (только в 21-й серии)
- 1978 — Что ты мне сделаешь, когда поймаешь / Co mi zrobisz jak mnie złapiesz
- 1978 — Жизнь, полная риска / Życie na gorąco (только в 3-й серии)
- 1979 — Украденная коллекция / Skradziona kolekcja
- 1979 — Отец королевы / Ojciec królowej
- 1979 — До последней капли крови (телесериал) / Do krwi ostatniej (только в 5-й серии)
- 1980 — Мишка / Miś
- 1980 — Крах операции «Террор» / Krach operacji Terror
- 1981 — Ва-банк / Vabank
- 1983 — Каменные плиты / Kamienne tablice
- 1984 — Ультиматум / Ultimatum
- 1984 — Баритон / Baryton
- 1986 — Предупреждения / Zmiennicy
- 1987 — Цирк уезжает / Cyrk odjeżdża
- 1988 — Изумление / Oszołomienie
- 1991 — Пограничье в огне / Pogranicze w ogniu (в 20-й и 23-й серии)
- 1995 — Поезд свободы / Les Milles: Le train de la liberté
- 1999 — Пан Тадеуш / Pan Tadeusz
- 1999 — Огнём и мечом / Ogniem i mieczem
- 2001 — Авалон / Avalon
- 2001 — Чёрный пляж / La plage noire
- 2002 — Ведьмак / Wiedźmin
- 2003 — Старинное предание / Stara baśń
- 2011 — Варшавская битва. 1920 / 1920 Bitwa Warszawska